# Mixtape
Unter einem Mixtape (auch mix tape oder mixed tape geschrieben) oder einer Mixkassette versteht man eine selbsterstellte Zusammenstellung von Liedern (meist Pop- und/oder Rockmusik), die in einer bestimmten Reihenfolge auf einer Compact Cassette (Audiokassette) aufgenommen wurden. Im Allgemeinen ist damit die Absicht verbunden, diese für den privaten Gebrauch, als Soundtrack zu gesellschaftlichen Anlässen oder als Geschenk zu verwenden. Die jüngsten Entwicklungen neuer Technologien ermöglichen darüber hinaus die Erstellung und Verteilung solcher Zusammenstellungen in Form einer Compact Disc (CD), MP3- oder Streaming-Playlist. Dieser Artikel verwendet dafür verallgemeinernd den Begriff Mixtape.
Mixtapes spiegeln für gewöhnlich den Musikgeschmack des Erstellers wider. Sie können dabei von einer eher beiläufig ausgewählten Liste an Lieblingsliedern, über einen konzeptuellen Mix an themen- und stimmungsgebunden Musikstücken, bis zu höchst persönlichen, auf den Empfänger der Kassette zugeschnittenen Aussagen reichen.
Viele Mixtape-Begeisterte sind davon überzeugt, dass durch die sorgfältige Auswahl und Festlegung der Reihenfolge der Stücke innerhalb einer Zusammenstellung eine künstlerische Aussage geschaffen werden könne, die durchaus aussagekräftiger sein könne als die Summe der einzelnen Lieder.

## Geschichte

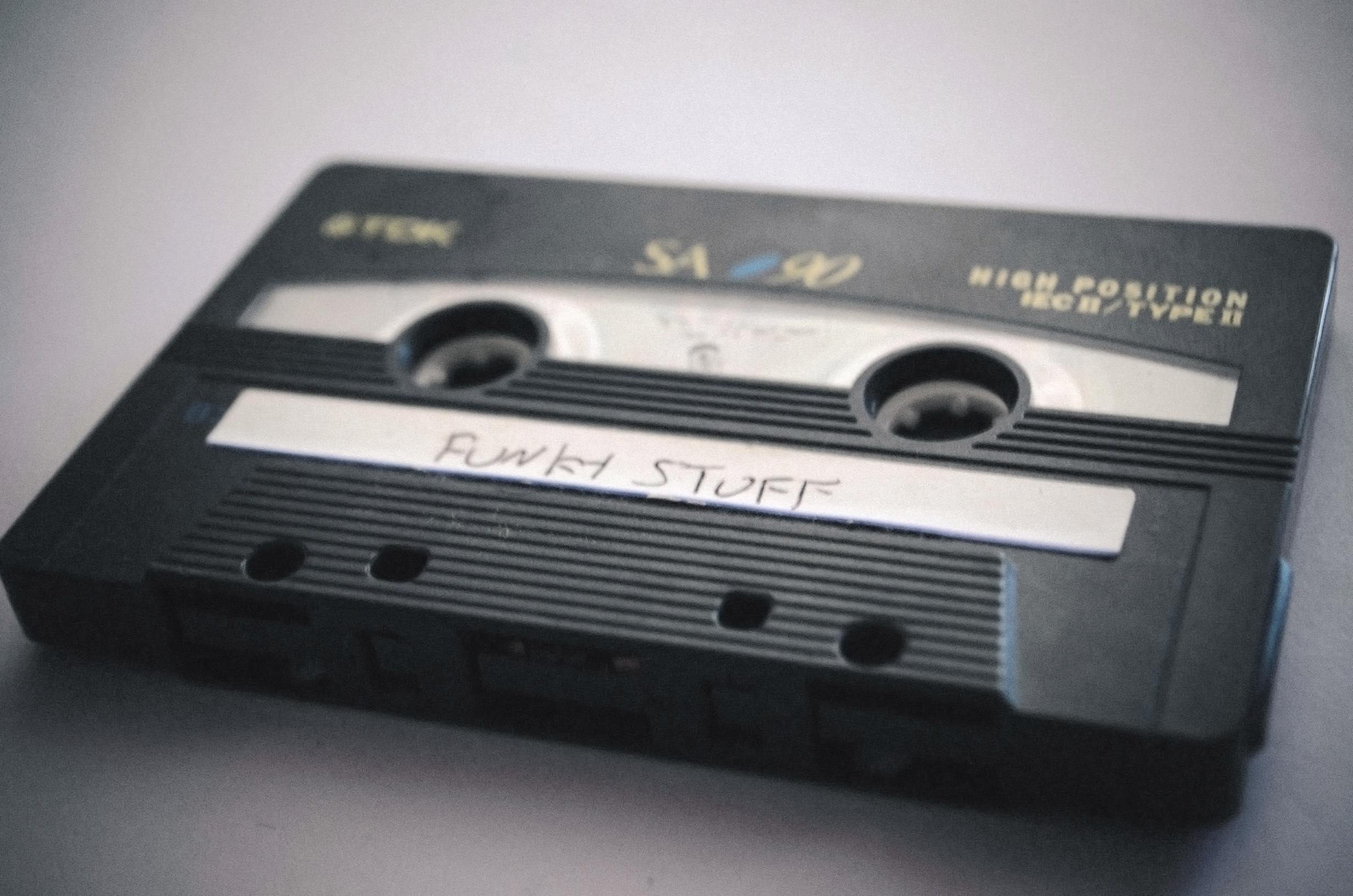
Mixtape auf einer Compact Cassette, von Hand angeschrieben mit "Funky Stuff"

Wahrscheinlich entstanden die ersten Mixtapes bald nach der Einführung der Compact Cassette durch Philips auf der Berliner Funkausstellung 1963. Davor hatte man zur Aufnahme einer nach persönlicher Auswahl zusammengestellten Kompilation in der Regel noch ein Tonbandgerät benötigt. Das Aufkommen des CrO2-Aufnahmebands, das Aufnahmen in guter Qualität ermöglichte, machte die Audiokassette auch für Musikaufnahmen attraktiv.
Als Kompaktkassetten und Kassettenrecorder Verbreitung fanden und sogar tragbar wurden, sanken auch die technischen Hürden für die Aufnahme von Mixtapes. Schließlich benötigte man nur noch einen Kassettenrecorder, eine Handvoll Audiokassetten, die jeder Supermarkt zu einem erschwinglichen Preis anbot, und die aufzunehmende Musik, beispielsweise von einer Schallplatte oder auch aus dem Radio – die meisten Kassettenrecorder verfügten zu dieser Zeit bereits über einen eingebauten Radioempfänger. Die Ausbreitung der Mixtapes beschleunigte sich durch die neuen Möglichkeiten des Musikkonsums, die Autoradios mit Kassettenteil und ab den späten 1970ern der Walkman boten.
Während der 1980er Jahre waren Mixtapes ein omnipräsentes Element der Jugendkultur, insbesondere bei männlichen Jugendlichen. Mixtapes wurden entweder als Geschenk für Freundinnen zusammengestellt, oder als Zusammenstellung von im Radio gesendeten persönlichen Lieblingshits. Dabei wurden die einzelnen Stücke durch Verwendung der Spul- und Pausenfunktion in der richtigen Reihenfolge auf dem Band platziert. Neben der Zusammenstellung der Lieder bildete die Beschriftung der Kassettenhülle ein wichtiges gestaltendes Element.
Da die Musikindustrie dabei existenzbedrohende Umsatzrückgänge befürchtete, startete sie Anfang der 1980er Jahre die Kampagne Home Taping Is Killing Music.
Neben diesen für eine einzelne Person oder einen privaten Anlass aufgenommenen Mixtapes waren auch „Partytapes“ verbreitet, auf denen Aufführungen von DJs festgehalten waren und die öffentlich verkauft wurden. In den USA vertrieben in den 1970ern Künstler wie Afrika Bambaataa, Grandmaster Flash und DJ Hollywood ihre Clubaufnahmen auf diese Art. Zu einem entsprechenden Preis waren auch für den Käufer persönlich erstellte Aufnahmen erhältlich.
Erst die bessere Verfügbarkeit von CD-Brennern und MP3-Spielern, sowie das Verschwinden der Audiokassetten-Spieler aus Autos und Haushalten, haben zu einer Abnahme der Popularität der „klassischen“ Kompaktkassette als Medium für Mixtapes geführt. Mix-CDs und MP3-Playlists haben seitdem die Kassette weitgehend verdrängt. Die rein physische Erstellung eines Mixes auf diesen Medien nimmt nunmehr Minuten in Anspruch, während die Auswahl und Zusammenstellung aber immer noch Stunden benötigen kann. Durch die neuen Technologien lebten Mix-Tauschclubs wieder auf, die Mix-CDs per Post austauschen.

## Terminologie
In der Hip-Hop-Szene bezeichnet der Begriff Mixtape Zusammenstellungen von DJs. Meist ist das Ziel die Bekanntmachung unbekannter Künstler oder die Verbreitung neuer Songs etablierter Künstler. Manche DJs benutzen hier auch gerne Themen, auf denen sie ihren Mix aufbauen, z. B. Beefs oder Freestyles, sowie Musik von bekannten Tracks, über die neu gerappt wird. Die Lieder werden oft verfremdet, mit Samples überblendet oder durch zusätzliche Geräusche verändert. Auch möglich ist die Veränderung der Geschwindigkeit, Remixes oder sogenannte Mashups.
Auch CDs werden hier als Tapes bezeichnet. Diese Zusammenstellungen werden manchmal kommerziell vermarktet, aber auch verschenkt. Darüber hinaus scheinen Mixtapes in den USA ein größerer Markt zu sein. Der Sinn dieser Mixtapes ist oft, einen Vorgeschmack auf ein Comeback oder ein kommendes Album zu geben und die Erfolgsaussichten zu testen.